# Schwarzschwanzmaus
Die Schwarzschwanzmaus (Peromyscus melanurus) ist ein in Mexiko verbreitetes Nagetier in der Gattung der Weißfußmäuse. Sie zählte bis zur Mitte der 1980er Jahre als Unterart der Breitgesicht-Hirschmaus (Peromyscus megalops).

## Merkmale
Die Schwarzschwanzmaus ist eine große Weißfußmaus und erreicht eine Kopf-Rumpf-Länge von 111 bis 133 mm, eine Schwanzlänge von 127 bis 145 mm sowie ein Gewicht von 40 bis 60 g. Die Hinterfüße sind 26 bis 29 mm lang und die Länge der Ohren beträgt 15 bis 18 mm. Wie der deutsche Name andeutet, ist die Art durch einen schwarzen Schwanz gekennzeichnet. Auf der Oberseite des Körpers ist ocker- bis mittelbraunes Fell vorhanden und die Unterseite trägt helleres bis weißes Fell. Im Gegensatz zur Breitgesicht-Hirschmaus sind keine rötlichen Flecken auf der Brust vorhanden. Die Arten unterscheiden sich zusätzlich in der Gestalt der X-Chromosomen.

## Verbreitung und Lebensweise
Die Art ist auf ein kleines Gebiet im mexikanischen Gebirge Sierra Madre del Sur im Bundesstaat Oaxaca beschränkt. Sie lebt auf 700 bis 1900 Meter Höhe. In tieferen Lagen kommen Laubwälder vor und auf dem Gebirgskamm sind Mischwälder mit Eichen und Kiefern vorhanden. Schätzungsweise ist das Verbreitungsgebiet maximal 5000 km² groß.
Die nachtaktiven Exemplare fressen Pflanzensamen, Eicheln, Früchte, Insekten und andere Wirbellose. Die Paarung erfolgt zu allen Jahreszeiten. Weibchen gebären nach 21 bis 40 Tagen Trächtigkeit 2 oder 3 Nachkommen.

## Gefährdung
Der Bestand wird durch Umwandlung der Wälder in Ackerland bedroht. Die Schwarzschwanzmaus hat mehrere verstreute Populationen. Sie wird von der IUCN als stark gefährdet (endangered) gelistet.